# Składy drużyn olimpijskich w piłce siatkowej kobiet 2008
Artykuł zawiera składy drużyn biorących udział w turnieju siatkówki kobiet na Igrzyskach Olimpijskich w 2008 w Pekinie.

## Algieria
Szeroka kadra Algierii na Igrzyska Olimpijskie Pekin 2008 

## Brazylia
Kadra Brazylii na Igrzyska Olimpijskie, Pekin 2008 

## Chiny
Kadra Chin na Igrzyska Olimpijskie, Pekin 2008 

## Japonia
Szeroka kadra Japonii na Igrzyska Olimpijskie Pekin 2008 

## Kazachstan
Kadra Kazachstanu na Igrzyska Olimpijskie, Pekin 2008 

## Kuba
Szeroka kadra Kuby na Igrzyska Olimpijskie Pekin 2008 

## Polska
Kadra Polski na Igrzyska Olimpijskie, Pekin 2008 

## Rosja
Kadra Rosji na Igrzyska Olimpijskie, Pekin 2008 

## Serbia
Szeroka kadra Serbii na Igrzyska Olimpijskie Pekin 2008 

## USA
Kadra USA na Igrzyska Olimpijskie, Pekin 2008 

## Wenezuela
Szeroka kadra Wenezueli na Igrzyska Olimpijskie Pekin 2008 

## Włochy
Kadra Włoch na Igrzyska Olimpijskie, Pekin 2008 